# 何阿小
何阿小（7世纪—697年），武周年间契丹将领。
万岁通天元年（696年）十月，契丹首领孙万荣遣别帅骆务整、何阿小为游军前锋，攻陷冀州，杀刺史陆宝积，屠官吏及其子女数千人，又攻瀛州，河北震动。
万岁通天二年（697年）六月，孙万荣正与周军相持时，其在柳城西北所建新城被突厥攻克，契丹军中闻之而惧。奚人背叛孙万荣，神兵道总管杨玄基击其前，奚兵击其后，俘获何阿小，收降别将李楷固、骆务整，缴获仗械如山积。孙万荣逃跑中被奴仆所杀。契丹平。
同月，女皇武则天命神兵道大总管河内郡王武懿宗、清边道大总管娄师德及魏州刺史狄仁杰分道安抚河北。武懿宗所至残酷，将被契丹胁从复来归的百姓都以为反者，生刳取胆。先前何阿小也嗜好杀人，河北人因武懿宗残忍与何阿小相似，将二人相提并论，称之为“两何”，说：“唯此两何，杀人最多。”
何阿小被俘时身份为“冀州三品大总管”，不久与其余被俘的契丹叛将三百余人一同伏诛。

## 评价
- 张说《为河内郡王武懿宗平冀州贼契丹等露布》：贼帅何阿小等，顽凶是极，屠侩为资，授其署置，肆行驱掠。幽陵之下，不知首恶之已擒；两河之闲，仍谓游魂之可恃。士女遭其逼胁，军城被其屠陷。以杀戮为事，户积虔刘之悲；以劫夺为心，家盈剥割之痛。